# Улица Кирова (Донецк)
Улица Ки́рова (укр. Вулиця Кірова) — крупнейшая по протяженности улица Донецка. Её длина составляет 19,6 км километров.

## История
Улица получила своё название в честь Сергея Мироновича Кирова (1886—1934), русского революционера, советского государственного и партийного деятеля.

## Географическое расположение
Улица Кирова начинается в Ленинском районе, образуя Т-образный перекресток с улицей Ткаченко и заканчивается на границе Донецка и поселка Старомихайловка.
В Ленинском районе проходит по границам исторических поселков Ларинка и Александровка, через микрорайоны Стандарт и Южные Склоны. На границе с Кировским районом пересекается с Ленинским проспектом, образуя так называемую Мариупольскую развилку. Далее следует через поселок 31 шахты, Площадь Свободы, поселки Рутченково, Лидиевка, Бирюзова, шахту имени Скочинского, поселок шахты имени Абакумова, до западной границы города.

## Транспорт

### Автобусы и маршрутные такси
У окончания улицы расположена пригородная автостанция «Абакумова», с которой отправляются автобусы в центр Донецка, а также в населенные пункты Марьинского района Донецкой области.
По улице проходят автобусные маршруты № 8, 41, 41б, 22б (из центральных районов города в направлении поселка шахты "Абакумова"), № 42, 42а, 42б, 42г, № 76, 77, 12, 85, 98 (из центра города в микрорайон Текстильщик и Петровский район), № 66, 64 78, 88 (местные маршруты Кировского и Петровского районов, а также транзитные автобусы в направлении близлежащих населенных пунктов.

### Трамвай
По непродолжительному отрезку улицы в поселке Рутченково проходят трамваи № 16, 7, 5. Кроме того, на пересечении с улицей Куйбышева находится остановка трамваев № 3, а на пересечении Кронштадтской улицей — остановка трамваев № 8 и 16.

### Троллейбус
По улице проходит часть маршрута троллейбуса № 17.

## Достопримечательности
- Кондитерская фабрика «Конти»
- Памятник «Борцам за Советскую власть» (Площадь Свободы)
- Кировский районный исполнительный комитет (ул. Кирова, 194).